# 勤舍學習中心
勤舍學習中心是香港一所補習學校，位於油麻地四海大廈，最初在尖沙咀柯士甸道麗斯中心設立。該中心於2017年10月獲臨時註冊，2018年8月正式註冊。

## 爭議事件
2021年6月，廉政公署在調查中發現：
- 中心前董事彭詠嫺涉嫌收受德信學校前校長郭超群提供的考試試題
- 中心教材與德信學校試卷內容高度相似[3]

調查顯示郭超群涉嫌：
- 向母親借款42萬港元用於中心營運
- 未向學校申報與中心的財務關係
- 2019-2021年間多次洩露考試題目[4]

## 法律訴訟
2023年4月，郭超群與彭詠嫺被控：
- 公職人員行為失當罪（郭超群）
- 串謀公職人員行為失當罪（二人）[5]

2024年6月案件開審，證據包括：
- WhatsApp記錄顯示郭傳送11份試題
- 彭回覆"好幸福有你"等訊息
- 兩人密切關係證據（共同旅遊等）[6]

2025年4月，法官謝沈智慧裁定兩項罪名成立，案件押後至7月判刑。

## 後續影響
- 中心Facebook專頁於2021年6月關閉
- 德信學校取消涉事考試成績
- 教育局要求重考核心科目